# Brooks (Georgie)
Brooks je město v Fayette County, v Georgii, ve Spojených státech amerických. V roce 2011 žilo ve městě 526 obyvatel.

## Demografie
Podle sčítání lidí v roce 2000 žilo ve městě 553 obyvatel, 195 domácností a 165 rodin. V roce 2011 žilo ve městě 269 mužů (51,1%), a 257 žen (48,9%). Průměrný věk obyvatele je 44 let.